# Авония
Авония (лат. Avonia) — секция растений рода Anacampseros, относящееся к двудольным семейства Anacampserotaceae.

## Ботаническое описание
Небольшое суккулентное растение с большой корневой системой — каудексом и многочисленными зелёными или белыми тонкими, извилистыми побегами. Побеги растения покрыты треугольными остроконечными чешуйками, защищающими растение от прямого солнца и потери влаги. В период цветения на вершинах побегов появляются крупные бутоны, раскрывающиеся в розовые или белые цветки с 5 продолговатыми лепестками.

## Ареал
Пустыня Намиб в Южной Африке.

## Условия выращивания
Климат места обитания растения характеризуется большими суточными колебаниями температур — от +28..+30° С в дневные часы до заморозков в ночные. Осадки в данной местности представлены в основном туманами. Авонию стоит содержать в теплых условиях — при температуре от +18 до +24° С, этот вид не боится летней жары. Поливать суккулент стоит только тогда, когда грунт основательно подсохнет после предыдущего полива. Зимой частоту поливов стоит свести к минимуму. Грунт должен отлично пропускать лишнюю влагу, авония хорошо развивается даже в бедных питательными веществами почвах.

## Систематика
Род Avonia относили к семейству портулаковые. В 2010 году было обосновано выделение отдельного семейства Anacampserotaceae, а Avonia стала рассматриваться как секция рода Anacampseros, однако в название авония по-прежнему часто встречается в цветоводстве у коллекционеров и в практике торговли.

## Время цветения
Май — июнь.